# Triathlon ai XV Giochi panamericani
La gara di triathlon dei XV Giochi panamericani si è tenuta a Rio de Janeiro, Brasile in data 15 luglio 2007.
Tra gli uomini ha vinto lo statunitense Andy Potts, mentre tra le donne la connazionale Julie Ertel.

## Risultati

### Élite uomini
| #  | Corridore             | Tempo    |
| -- | --------------------- | -------- |
| 1  | Andy Potts            | 1.53'31" |
| 2  | Brent McMahon         | a 7"     |
| 3  | Juraci Moreira        | a 23"    |
| 4  | Kyle Jones            | a 34"    |
| 5  | Leonardo Chacón       | a 42"    |
| 6  | Jarrod Shoemaker      | a 1'01"  |
| 7  | Michel González       | a 1'03"  |
| 8  | Brian Fleischmann     | a 1'06"  |
| 9  | Arturo Garza          | a 1'12"  |
| 10 | Jorge Arias           | a 1'22"  |
| 11 | Paul Tichelaar        | a 1'32"  |
| 12 | Javier Cuevas         | a 2'18"  |
| 13 | Virgílio de Castilho  | a 2'46"  |
| 14 | José Vivas            | a 3'00"  |
| 15 | Velmar Bianco         | a 3'09"  |
| 16 | Yean Carlos Jimenez   | a 3'21"  |
| 17 | Carlos Rodríguez      | a 3'37"  |
| 18 | Leonardo Saucedo      | a 3'55"  |
| 19 | Javier Rosas          | a 4'19"  |
| 20 | Felipe van de Wyngard | a 4'22"  |
| 21 | Luciano Farias        | a 4'32"  |
| 22 | Ramon Alberich        | a 4'34"  |
| 23 | Carlos Hernández      | a 5'13"  |
| 24 | Gilberto González     | a 5'52"  |
| 25 | Edgardo Vélez Rivera  | a 7'32"  |
| 26 | Camilo González       | a 8'11"  |
| 27 | Héctor Hernández      | a 11'12" |
| 28 | Guillermo Nantes      | a 11'45" |
| 29 | Antônio Marcos        | a 14'19" |
| 30 | Benjamin Munizaga     | a 15'10" |
| -  | Ricardo Cardeno       | DNF      |
| -  | Luis Torrico          | DNF      |
| -  | Lucas Cocha           | DNF      |
| -  | Roberto Machado       | DNF      |
| -  | Marc DeCaul           | DNF      |
| -  | Carlos Friely         | DNF      |

### Élite donne
| #  | Corridore              | Tempo    |
| -- | ---------------------- | -------- |
| 1  | Julie Ertel            | 1.57'23" |
| 2  | Sarah Haskins          | a 23"    |
| 3  | Lauren Groves          | a 2'27"  |
| 4  | Kathy Tremblay         | a 3'03"  |
| 5  | Melody Angel Ramírez   | a 3'21"  |
| 6  | Mariana Ohata          | a 3'28"  |
| 7  | Adriana Corona         | a 3'37"  |
| 8  | Barbara Riveros        | a 4'20"  |
| 9  | Carla Moreno           | a 4'40"  |
| 10 | Sara McLarty           | a 4'44"  |
| 11 | Paola Bonilla          | a 4'54"  |
| 12 | Flora Duffy            | a 5'51"  |
| 13 | Yanitza Pérez          | a 6'26"  |
| 14 | Alia Cardinale         | a 6'37"  |
| 15 | Dunia Gómez Tirado     | a 6'57"  |
| 16 | Pamela Geijo           | a 7'15"  |
| 17 | Venus Rodríguez        | a 8'05"  |
| 18 | Fiorella D'Croz        | a 8'31"  |
| 19 | Sandra Soldan          | a 9'13"  |
| 20 | Rosemary López         | a 10'24" |
| 21 | Melissa Ríos la Luz    | a 11'38" |
| 22 | Elizabeth Bravo        | a 13'39" |
| 23 | Maydelen Justo         | a 13'58" |
| 24 | Monica Umana           | a 14'45" |
| 25 | Virginia López Argenta | a 17'55" |
| 26 | Nidia Kondratavicius   | a 18'24" |
| —  | Maria Morales          | DNF      |
| —  | Paulina Abrego         | DNF      |
| —  | Agnes Eppers           | DNF      |

## Medagliere
| Posizione | Nazione     | Oro | Argento | Bronzo | Totale |
| --------- | ----------- | --- | ------- | ------ | ------ |
| 1         | Stati Uniti | 2   | 1       | 0      | 3      |
| 2         | Canada      | 0   | 1       | 1      | 2      |
| 3         | Brasile     | 0   | 0       | 1      | 1      |
| Totale    | Totale      | 2   | 2       | 2      | 6      |